# CVSO 30
CVSO 30 är en dubbelstjärna belägen i den mellersta delen av stjärnbilden Orion. Den har en skenbar magnitud av ca 16,26 och kräver ett teleskop med kamera för att kunna observeras. Baserat på parallaxmätning inom Hipparcosuppdraget på ca 2,86 mas, beräknas den befinna sig på ett avstånd på ca 1 140 ljusår (350 parsek)  från solen. Den rör sig bort från solen med en heliocentrisk radialhastighet på ca 32 km/s.

## Egenskaper
Primärstjärnan CVSO 30 A är en röd stjärna av spektralklass M3. Den har en massa som är lika med ca 0,4 solmassa, en radie som är ca 1,4 solradie och har en effektiv temperatur av ca 3 700 K.

## Planetsystem
CVSO 30 kan ha en exoplanet som kallas CVSO 30 c. CVSO 30 c beräknas ha en omloppsperiod på 27 000 år och en halv storaxel på 660 AE. 
| Planet         | Massa  | Halv storaxel (AE) | Siderisk omloppstid (år) | Excentricitet | Inklination | Radie |
| -------------- | ------ | ------------------ | ------------------------ | ------------- | ----------- | ----- |
| c (hypotetisk) | 4,7 MJ | 660                | 27 000                   | -             | –           | –     |

Direktavbildning av den misstänkta CVSO 30 c, med en beräknad massa lika med 4,7 Jupitermassor, har utförts genom fotometriska och spektroskopiska högkontrastobservationer utförda med Very Large Telescope i Chile, Keck Observatory på Hawaii och Calar Alto Observatory i Spanien. Men färgerna på objektet tyder på att det faktiskt kan vara en bakgrundsstjärna, som en jättestjärna av spektraltyp K eller en underdvärg av spektraltyp M.

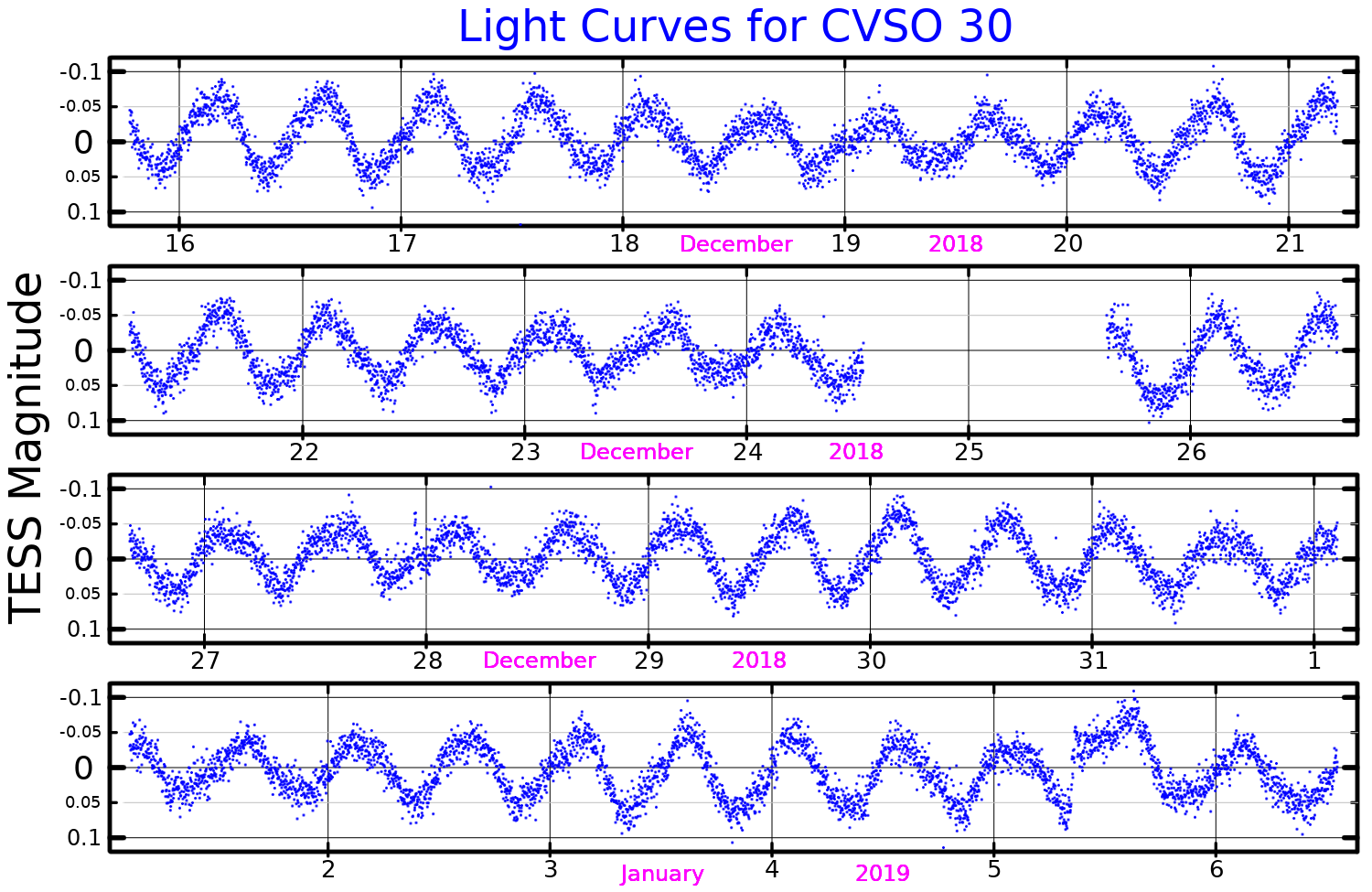
Ljuskurvor för CVSO 30, plottade från Koen (2021)

År 2020 hade fasen av "sänkningar" orsakade av den misstänkta planeten CVSO 30 b avvikit nästan 180 grader från det förväntade värdet, vilket utesluter planetens existens. Istället misstänks nu en sällsynt typ av stjärnfläcksaktivitet med mycket stora stjärnfläckar. Dessutom misstänks CVSO 30 vara en dubbelstjärna, med den tidigare rapporterade planetariska omloppsperioden lika med rotationsperioden för följeslagaren. Ytterligare undersökningar av "dippar" 2022 ledde till hypotesen om ett stort gasmoln i snäv synkron bana, stoft skulle sannolikt sublimeras.